# Béryl-Unfall
Der Béryl-Unfall (Accident de Béryl) war ein Zwischenfall bei einem französischen, unterirdischen Atomwaffentest am 1. Mai 1962. Durch den Zwischenfall wurden neun Soldaten der 621. Groupe d’Armes Spéciales stark kontaminiert. Der geplante Test mit dem Codenamen Béryl (französisch für Beryll) fand in In Ekker in Algerien (damals französische Kolonie) statt. Geplant war ein unterirdischer Test in einem Stollen, aber durch unzureichende Abdichtung des Schachtes trat radioaktives Gestein und Staub aus dem Schacht aus. Hierdurch wurden die Soldaten mit bis zu 600 mSv belastet. Bis zu 100 weitere Personen wurden mit geringer Strahlung (etwa 50 mSv) belastet, als die Wolke wegen einer unerwarteten Windänderung über den Kommandoposten getrieben wurde. Unter den Betroffenen waren mehrere französische Regierungsvertreter, darunter der französische Verteidigungsminister Pierre Messmer und der französische Forschungsminister Gaston Palewski.
Eine weitere Gruppe Einheimischer wurde ebenfalls kontaminiert.

## Geografische Lage
Der Testort lag in In Ekker in der algerischen Sahara etwa 150 km nördlich von Tamanrasset. Der Taourirt Tan Afella, ein Granitberg im Ahaggar, wurde nach Abschluss geotechnischer Untersuchungen als Testgelände behalten.
Das Gelände wurde ab 1961 ausgebaut. Es wurden zwei Basen errichtet, DAM Oasis 1 und danach Oasis 2. Letztere einige Kilometer vom Trans-Sahara Highway entfernt östlich des Tan Affela, um nicht einsehbar zu sein.

## Beschreibung des Unfalls

### Versagen der Abdichtung
Nachdem Frankreich auf oberirdische Tests verzichten musste, entschied man sich für unterirdische Tests auf Atollen und in Wüstengebieten. Die Tests in der Sahara wurden in horizontalen Stollen im Tan Afella durchgeführt. Bei diesen Stollen hatte man das Ende spiralförmig verlaufen lassen. Diese Form schwächte einerseits das Gestein, dämpfte aber den Ausstoß von Gasen, Staub und Lava, die durch die Verglasung des Gesteins erzeugt wurden. Die Berechnungen der Ingenieure ergaben, dass durch diese zwei Faktoren der Stollen kollabieren und so den Austritt kapseln würde. Zusätzlich wurde ein Betonpfropf eingebracht und vier Stahltore in den Stollen verbaut und dieser mit Polyurethanschaum ausgefüllt. Diese Maßnahmen sollten den Austritt von Radioaktivität größtmöglich begrenzen und rechtfertigten die Anwesenheit der großen Zahl an Offiziellen beim Test.

### Austritt der radioaktiven Wolke
Am 1. Mai 1962 beim zweiten unterirdischen Test kollabierte die Spirale wahrscheinlich nicht schnell genug und der Betonpfropf wurde pulverisiert. Die Stahltore im Stollen wurden um dutzende Meter verschoben und ließen so eine Wolke aus radioaktiven Gasen und Staub entweichen. Ein Bruchteil der Gesamtaktivität wurde so mit Gas, Lava und Schlacke freigesetzt. Die Lava erstarrte noch im Tunnel, aber die Staubpartikel und Gase formten eine Wolke, die eine Höhe von 2600 m erreichte. Der daraus entstehende Fallout war einige hundert Kilometer vom Testort noch nachweisbar.
Gemäß der Aussage von Pierre Messmer kam es nach der Explosion zu einer Stichflamme, direkt in Richtung der Beobachter, die schnell verlosch und einer anfangs ockerfarbenen und sich dann schwarz färbenden Wolke Platz machte.
Messungen der Radioaktivität wurden sofort als Militärgeheimnis behandelt.

### Kontamination der Beobachter
Die radioaktive Wolke mit einer Ausdehnung von etwa 150 km wurde ostwärts getrieben. Es waren etwa 1000 Menschen anwesend, unter ihnen Verteidigungsminister und Forschungsminister sowie zahlreiche Militärs.
Verteidigungsminister Messmer verließ nach einer Dekontamination umgehend das Gebiet. Er verneinte jegliche Kontamination.

### Verschluss des Tunnels
Der Tunnel wurde in der Folge mit Beton verschlossen, um weitere Freisetzung von Material zu verhindern und die Erosion im Inneren zu verlangsamen.

### Gesundheitliche Folgen
Neun Personen, die auf einem isolierten Posten waren, kreuzten die kontaminierte Zone, während sie zumindest teilweise ihre Masken nicht trugen. Nach ihrer Rückkehr in die Basis wurden sie auf Veränderungen des Blutbildes untersucht und radiologisch überwacht.
Die erhaltenen Dosen wurden auf etwa 600 mSv geschätzt.
Diese neun Personen wurden anschließend ins Percy-Militärkrankenhaus in Clamart zur weiteren Beobachtung überführt. Die Beobachtung ergab keine weiteren spezifischen Krankheitssymptome.
Untersuchungen des Vorfalls ergaben, dass es mögliche medizinische Folgen für die fünfzehn am stärksten kontaminierten Beobachter, welche Dosen von mehr als 100 mSv ausgesetzt waren, geben könnte.
Schätzungen ergaben folgende Zahlen:
| Anzahl an Personen | Dosis       |
| ------------------ | ----------- |
| 9                  | > 600 mSv   |
| 15                 | 200–600 mSv |
| 100                | 50–200 mSv  |
| ~240               | < 2,5 mSv   |

Die Äquivalentdosen, die die während des Unfalls und danach weiter anwesende Bevölkerung erhalten hätte, wurde abgeschätzt. Die am meisten ausgesetzte nomadische Bevölkerung von Kel Tohra (etwa 240 Menschen, die sich an der nördlichen Kante der Fallout Zone aufgehalten hatten) hätte entsprechend eine kumulative Dosis von bis zu 2,5 mSv erhalten. Das entspricht etwa einer Jahresdosis natürlicher Strahlung.
Die gesamte Zahl kontaminierter Personen in Algerien ist bis heute unbekannt. Die mögliche Anreicherung über die Nahrungskette und die Verwehung der entstandenen Partikel wurde nicht untersucht.
Die Wolke hatte sich etwa 150 km nach Osten ausgebreitet. In diesem Bereich siedelte die saharische Bevölkerung nicht.

### Verfilmungen
Das Docudrama Vive la bombe!, von Jean-Pierre Sinapi aus 2006 mit Cyril Descours, Olivier Barthélémy und Matthieu Boujenah, erzählt den Unfall aus der Perspektive der damals verstrahlten Soldaten. Es wurde am 16. März 2007 auf Arte, am 2. April auf France 2 und wieder am 10. Februar 2010 gesendet.
Die Dokumentation Gerboise bleue, von Djamel Ouahad veröffentlicht 2009, erwähnt den Unfall umfassend und zeigt insbesondere den erschütternden Bericht eines Zeugen.
Indirekte Bezüge zu diesem Unfall und dem damit verbundenen Test Gerboise Bleue kommen in der fiktionalen Netflix-Komödie A Very Secret Service (Fr.: Au service de la France), die Arte produziert hat, in der 2. Staffel vor.
Dokumentation At(h)ome aus dem Jahr 2013, Regisseurin Élisabeth Leuvray, produziert von Les Écrans du large.

### Bücher
Les Irradiés de Béryl ein gemeinsamer Bericht von fünf Autoren, herausgegeben von Éditions Thaddée in 2010.
Der Roman L’affinité des traces von Gérald Tenenbaum beleuchtet den Unfall aus dem Blickwinkel einer jungen Sekretärin auf der damaligen Basis, die sich darauf entscheidet, bei den Tuareg zu leben.